# Kasidol
Kasidol (Касидол) este un sat situat în partea de est a Serbiei, în Districtul Braničevo. Aparține administrativ de comuna Požarevac. La recensământul din 2011 localitatea avea 563 locuitori.
Cunoscuta cantareata Dragana Mirkovic s-a nascut si a crescut in Kasidol.